# New Marlborough
New Marlborough – miasto w Stanach Zjednoczonych, w stanie Massachusetts, w hrabstwie Berkshire.